# St-Amand (Thomery)

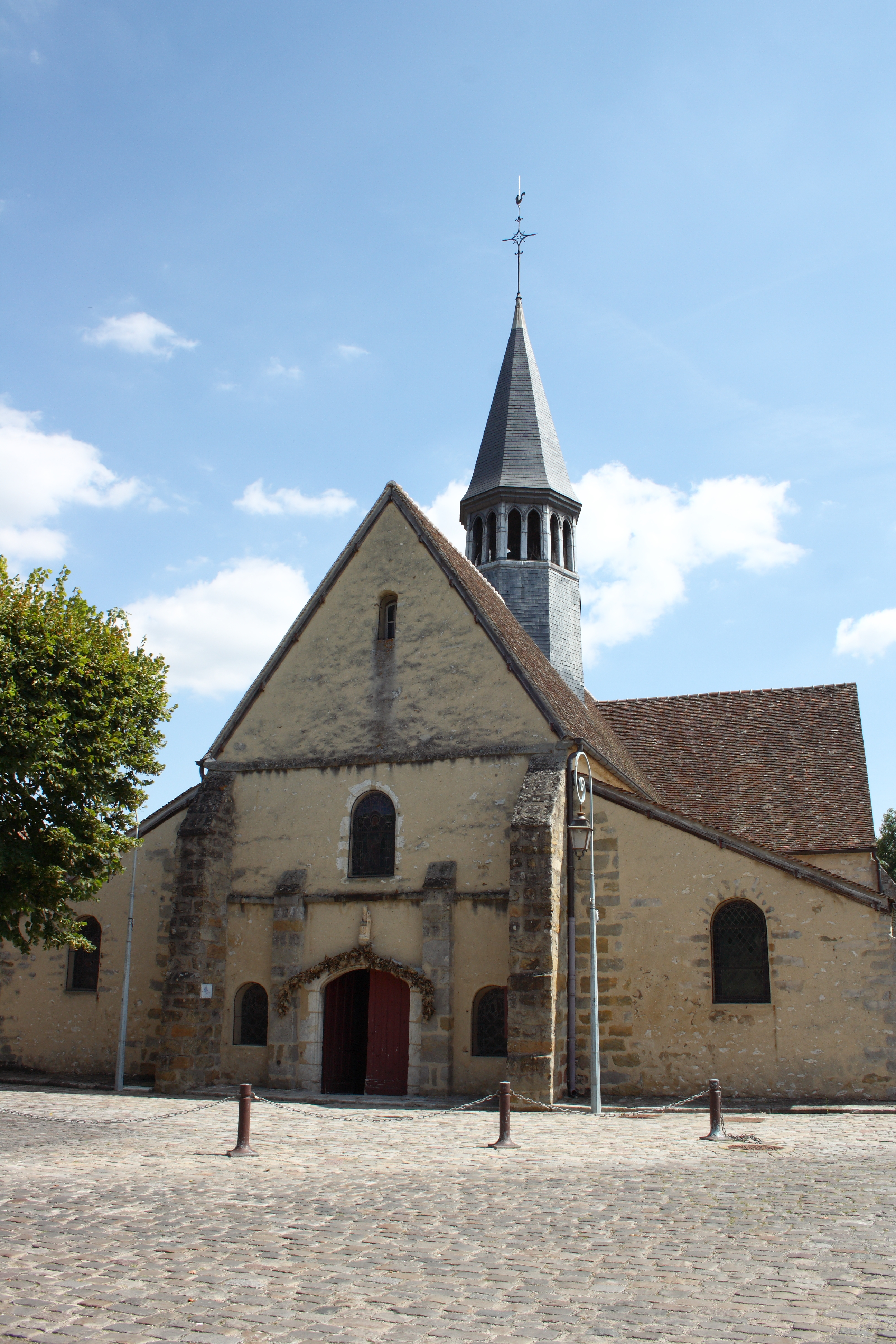
Kirche St. Amand in Thomery

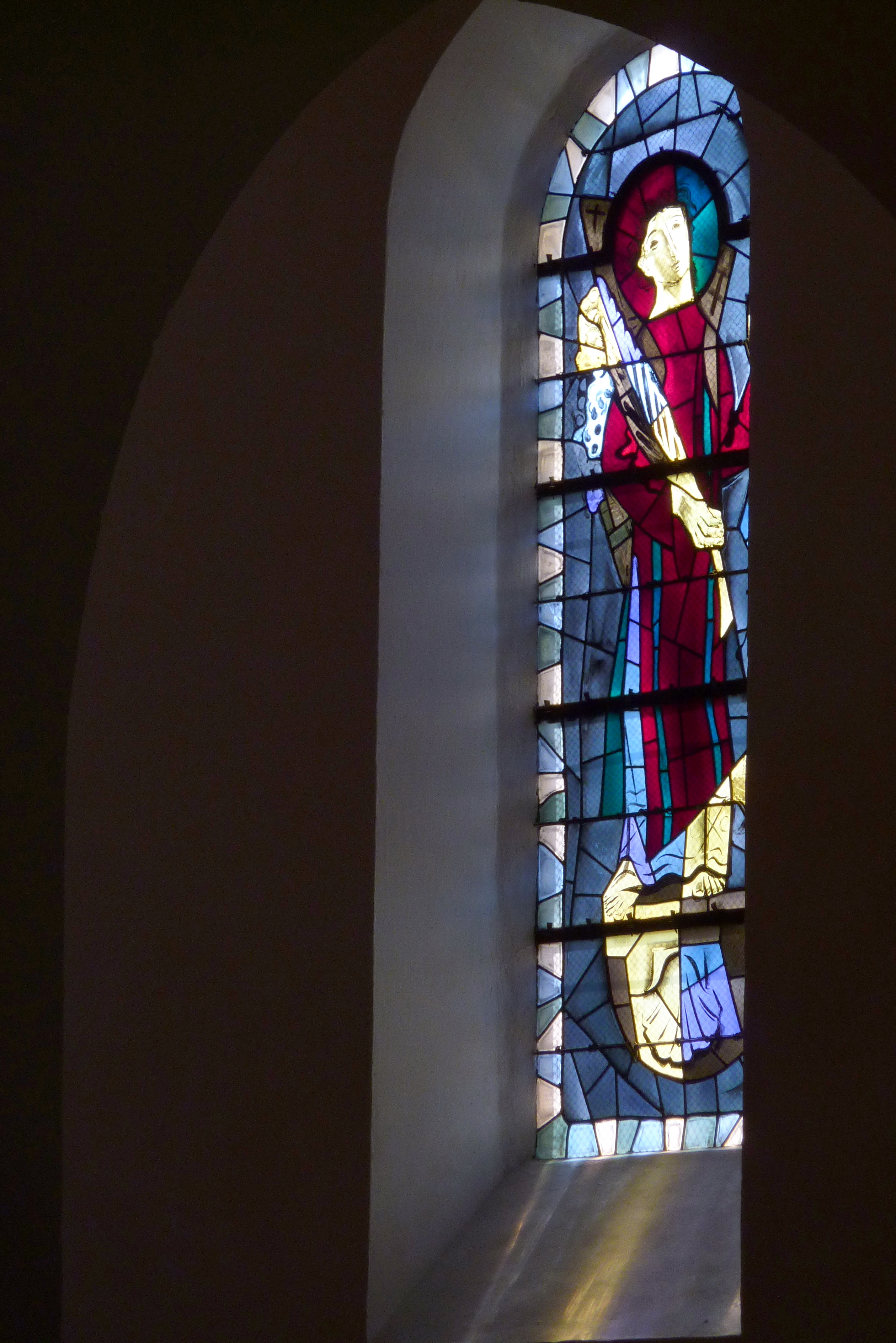
Bleiglasfenster mit der Darstellung eines Heiligen

Die katholische Pfarrkirche Saint-Amand in Thomery, einer Gemeinde im Département Seine-et-Marne der Region Île-de-France, wurde im 13. Jahrhundert errichtet. Die Kirche am Place  Greffulhe ist seit 1948 ein geschütztes Baudenkmal (Monument historique).
Die dem heiligen Amand von Maastricht geweihte Kirche wurde im 15. Jahrhundert wiedererrichtet und erhielt im Jahr 1717 zwei Seitenschiffe und eine Art „falsches Querhaus“.
Der schiefergedeckte Glockenturm sitzt auf dem zweiten Joch des Langhauses. Er besteht aus einer Holzkonstruktion mit einer spitzen Haube.
Das Portal im Westen mit einem flachen Bogen wird von zwei Strebepfeilern flankiert. Über dem Portal befindet sich eine Skulptur des heiligen Amand.